# Augen auf!
Augen auf! ist ein Lied der deutschen Neue-Deutsche-Härte-Band Oomph!. Der Song ist die erste Singleauskopplung ihres achten Studioalbums Wahrheit oder Pflicht und wurde am 12. Januar 2004 veröffentlicht. Mit dem Lied gelang der Gruppe der kommerzielle Durchbruch im deutschsprachigen Raum.

## Inhalt
Der Text von Augen auf! ist an das Kinderspiel Verstecken angelehnt, jedoch mit einem bedrohlichen und angsteinflößenden Unterton. Dero Goi singt das Lied aus der Perspektive des lyrischen Ichs, das die versteckten Personen sucht. Der Refrain enthält einen Abzählreim, bei dem ein Kind von eins bis zehn zählt, bevor der Sänger die Augen öffnet und sich auf die Suche macht. Sobald er einen von ihnen finde, würden sie Wahrheit oder Pflicht spielen. Die Kinderstimme im Lied stammt von Mika Musiol.

„Eckstein, Eckstein, alles muss versteckt sein

Eckstein, Eckstein, alles muss versteckt sein

Eins, zwei, drei, vier, fünf, sechs, sieben, acht, neun, zehn!

Augen auf, ich komme!“

## Produktion
Der Song wurde von der Band selbst produziert. Als Autoren fungierten die drei Oomph!-Mitglieder Stephan Musiol, Thomas Döppner und Rene Bachmann sowie Maik Straatmann, Marek Vejvoda und Oliver Woidt.

## Musikvideo
Bei dem zu Augen auf! gedrehten Musikvideo führte Joern Heitmann Regie. Es verzeichnet auf YouTube über 20 Millionen Aufrufe (Stand August 2022). Das Video spielt auf einem Schloss, in dem ein Kindergeburtstag in unheimlicher Atmosphäre gefeiert wird. So sind die Augen der Kinder teilweise komplett schwarz oder ihre Gesichter werden zu Grimassen verzerrt. Sänger Dero Goi tritt auf der Feier als grell-geschminkter Zauberer auf und führt den Anwesenden einige Tricks vor. Anschließend spielen die Erwachsenen mit den Kindern Verstecken. Die Mutter des Geburtstagskinds sucht im Schloss mit verbundenen Augen nach den Kindern und trifft in einem Raum auf ihren Sohn, wobei sie aufgrund seines Verhaltens erschrickt und merkt, dass etwas nicht stimmt. Der weitere Verlauf bleibt im Unklaren. Zwischendurch ist wiederholt die Band zu sehen, die das Lied in einem Raum spielt.

## Single

### Covergestaltung
Das Singlecover ist in grünen Farbtönen gehalten und zeigt ein Foto aus dem zugehörigen Musikvideo, auf dem die drei Mitglieder von Oomph!, Dero Goi im Vordergrund am Mikrofon sowie Crap und Flux im Hintergrund an ihren Gitarren, zu sehen sind. Über dem Bild befindet sich der schwarz-grüne Schriftzug Oomph!, während der Titel Augen auf! in Grün unter dem Foto steht. Der Hintergrund ist schwarz gehalten.

### Titellisten
Single
1. Augen auf! – 3:23
2. Dein Feuer – 3:46
3. Augen auf! (Freizeichen vs. Oomph!-Mix) – 4:34

Maxi
1. Augen auf! – 3:23
2. Dein Feuer – 3:46
3. Burn Your Eyes – 4:12
4. Eisbär (Grauzone-Cover) – 3:59
5. Augen auf! (Freizeichen vs. Oomph!-Mix) – 4:34
6. Augen auf! (Video) – 3:32

### Chartplatzierungen
Augen auf! stieg am 26. Januar 2004 auf Platz vier in die deutschen Singlecharts ein und erreichte zwei Wochen später die Chartspitze, an der es sich fünf Wochen lang halten konnte. Insgesamt hielt sich der Song 22 Wochen in den Top 100, davon 13 Wochen in den Top 10. Für einen Zeitraum von elf Wochen war es das erfolgreichste deutschsprachige Lied in den Charts. Auch in Österreich belegte das Lied Rang eins und konnte sich 26 Wochen in den Charts halten, während es in der Schweiz Position 21 erreichte und 18 Wochen in den Top 100 vertreten war. In den deutschen Single-Jahrescharts 2004 belegte der Song Platz sieben.
| ChartsChartplatzierungen | Höchstplatzierung | Wochen |
| ------------------------ | ----------------- | ------ |
| Deutschland (GfK)        | 1 (22 Wo.)        | 22     |
| Österreich (Ö3)          | 1 (26 Wo.)        | 26     |
| Schweiz (IFPI)           | 21 (18 Wo.)       | 18     |

| ChartsJahrescharts (2004) | Platzierung |
| ------------------------- | ----------- |
| Deutschland (GfK)         | 7           |
| Österreich (Ö3)           | 6           |

### Verkaufszahlen und Auszeichnungen
Augen auf! wurde noch im Erscheinungsjahr für mehr als 150.000 Verkäufe in Deutschland mit einer Goldenen Schallplatte ausgezeichnet. In Österreich erhielt es für über 15.000 verkaufte Einheiten ebenfalls Gold. Die Gesamtverkäufe belaufen sich auf mehr als 300.000.

| Land/Region        | Auszeichnungen für Musikverkäufe (Land/Region, Auszeichnung, Verkäufe) | Verkäufe |
| ------------------ | ---------------------------------------------------------------------- | -------- |
| Deutschland (BVMI) | Gold                                                                   | 150.000  |
| Österreich (IFPI)  | Gold                                                                   | 15.000   |
| Insgesamt          | 2× Gold ·                                                              | 165.000  |

## Ready or Not (I’m Coming)
Im Jahr 2010 veröffentlichten Oomph! auf dem Album Truth or Dare eine englische Version des Liedes mit dem Titel Ready or Not (I’m Coming).